# Valentin Lapajna
Valentin Lapajna, slovenski kmečki upornik, * neznano, † 23. april 1714, Gorica. 
Valentin Lapajna je bil leta 1713 eden od 11-tih voditeljev tolminskega kmečkega upora. Po nekaterih virih (Ivan Pregelj Tolminci) je bil doma s Šentviške Gore in neporočen. V resnici je bil doma s Ponikev na Šentviški planoti, poročen z otroki. Usmrčen in razkosan na štiri dele je bil 23. aprila 1714 na goriškem Travniku skupaj z Andrejem Laharnarjem in svakom Matejem Podgornikom.